# Perfect Skin – Ihr Körper ist seine Leinwand
Perfect Skin – Ihr Körper ist seine Leinwand ist ein britischer Thriller aus dem Jahr 2018.

## Handlung
Die junge Polin Katia Matuszczak hat in London als Au-pair gearbeitet und ist gerade auf Jobsuche. In der Zeit lebt sie in einer Wohngemeinschaft mit Lucy Dalton. Nach einer gemeinsamen Party führt Lucy Katie zum schon etwas älteren Tätowierer Bob Reid. Doch Katia hat noch Angst vor einer Tätowierung und lässt sich von Lucy erstmal die Haare pink färben. Doch etwas später muss Lucy in ihre Heimat Australien zurück, nachdem ihre Mutter einen Schlaganfall erlitten hat. Vor ihrer Abreise gibt sie Katia noch Geld, um damit die Miete für sie zu bezahlen. Diese nutzt das Geld jedoch für Alkohol und stößt in einer Bar wieder auf Bob.
Der Tätowierer plant gerade ein großes Kunstwerk. Dafür entführt er Katia und sperrt sie in eine Zelle in seinem Haus ein. Während er sich auf der einen Seite freundlich um seine Kinder kümmert und sich auch noch mit seiner Ex-Frau Eileen streitet, hält er die junge Polin gefangen und beginnt, ihren Körper großflächig zu tätowieren. Nach einigen Tagen zeigt er ihr auch Bücher über extremere Körpermodifikation. Als Lucy nach Hause zurückkehrt und Katia nicht findet, meldet sie ihre Mitbewohner als vermisst. Doch die Polizei ermittelt nur kurz und lässt sich von Bob mit einfachen Ausreden abwimmeln. Im Keller treibt er die Veränderungen an Katies Körper. Er geht dabei so weit, dass er ihr Ringe als Piercing in den Rücken steckt und sie mit Ketten daran fesselt. Später lässt er sie nackt an mehreren Seilen, die in der Haut stecken, waagrecht von der Decke hängen.
Lucy ärgert sich über die Polizei und beginnt selbst zu ermitteln. Dabei entdeckt sie im Hinterhof des Tattoostudios ihre Kleidung an Wäscheleinen hängen, weshalb sie nun weiß, dass Katia im Haus ist. Während Bob durch ein Telefonat abgelenkt ist, gelangt sie in den Keller. Doch bevor sie zu Katia vordringen kann, fesselt Bob sie. Anschließend erstickt er sie mit Plastikfolie und zerstückelt ihren Körper. Katie gelingt es mithilfe eines Medaillons, sich aus der Gefängniszelle zu befreien. In einer Gefriertruhe entdeckt sie schockiert die Teile von Lucys Leiche. Bob schafft es jedoch erneut, sich bei der Polizei, die wegen der vermissten Lucy nachfragt, herauszureden.
Danach schneidet er Lucys Kopf die Haare ab und tätowiert ihn. Das Gleiche macht er anschließend mit Katia und er fügt ihr noch zwei kleine Hörner hinzu. Damit ist ein Kunstwerk vollendet. Katia steht in der Zelle vor ihm und versucht ihn sexuell zu reizen. Außerdem bittet sie ihn um ein attraktives Kleid. Während sie sich umzieht, versteckt sie eine Glasscherbe in ihrem Slip. Als Katia und Rob wenig später intim werden, schlitzt sie ihm mit der Schere den Hals auf. Sie verlässt das Gebäude und begegnet auf der Straße den observierenden Polizisten, die sie mitnehmen.

## Rezeption
Der Rezensent von blu-ray-rezensionen.net kommt zu einem positiven Fazit: „Perfect Skin ist weder plakativer Horror, noch Gore-Gemetzel oder ähnlich oberflächliches Genre-Allerlei. Vielmehr gelingen Kevin Chicken in seinem Erstlingsfilm verstörende Bilder zwischen Missbrauch, Mitgefühl und Poesie - ein Spagat, den man erst einmal hinbekommen muss. Im besten Sinne ein Arthouse-Horrorfilm.“ Zu einem mittelmäßigen Urteil kommt der Rezensent von Thrill&Kill: „Somit bleibt festzuhalten, dass der Streifen nicht nur qualitative Schwankungen bei Story, Besetzung und Acting hat, sondern auch dem einfach gestrickten Publikum, das auf ungewöhnliche Inhalte und Herangehensweisen pfeift, kaum zusagen wird.“ Enttäuscht zeigt sich der Kritiker von Moviebreak: „Eine dürftige Mixtur aus Psychothriller und asketischem Body-Horror, die wenigstens in der reinen Darbietung relativ angestrengt wirkt. Aufregend, provokant oder erinnerungswürdig dabei ins keiner Weise. Eine typische DTV-Produktion, die irgendwas ernsthaft will, aber wohl kaum jemanden länger im Gedächtnis bleiben wird.“